# Crésuz
Crésuz (/kʀezy/) est une localité et une commune suisse du canton de Fribourg, située dans le district de la Gruyère.

## Géographie
Crésuz se trouve au-dessus du lac de Montsalvens, sur la rive droite de la Jogne, à 10 km de la gare de Bulle, sur la route reliant Bulle à Boltigen.
Le territoire de la commune s'étend sur 1,78 km2. Lors du relevé de 2013-2018, les surfaces d'habitations et d'infrastructures représentaient 24,6 % de sa superficie, les surfaces agricoles 33,5 %, les surfaces boisées 34,6 % et les surfaces improductives 7,8 %.
Crésuz est limitrophe de Broc, Châtel-sur-Montsalvens et Val-de-Charmey.

### Climat
Le climat est océanique avec des étés tempérés.

## Toponymie
Le nom de la commune, qui se prononce /kʀezy/, est d'origine incertaine.
Sa première occurrence écrite date de 1238, sous la forme de Crisue.
La commune se nomme Créjû () en patois fribourgeois.

## Histoire

Photo aérienne (1964)

Au Moyen Age, la commune appartenait aux seigneurs de Corbières (dès 1224). À partir de 1798, Crésuz passe sous l'autorité du District de Gruyère jusqu'en 1803 où il dépend de l'Arrondissement de Charmey jusqu'en 1815 où il revient à nouveau au District de la Gruyère.
En 1667, le village avait été victime d'un incendie.

## Population et société

### Surnoms
Les habitants de la commune sont surnommés lè Cu Coju et lè Patilyô, soit les culs cousus et les déguenillés en patois fribourgeois.

## Démographie

### Évolution de la population
Crésuz compte 449 habitants au 31 décembre 2022 pour une densité de population de 252 hab/km2. Sur la période 2010-2019, sa population a augmenté de 34,9 % (canton : 15,5 % ; Suisse : 9,4 %).  

### Pyramide des âges
En 2020, le taux de personnes de moins de 30 ans s'élève à 27,3 %, au-dessous de la valeur cantonale (35,2 %). Le taux de personnes de plus de 60 ans est quant à lui de 32,7 %, alors qu'il est de 22 % au niveau cantonal.
La même année, la commune compte 216 hommes pour 199 femmes, soit un taux de 52 % d'hommes, supérieur à celui du canton (50,1 %).
| Hommes | Classe d’âge | Femmes |
| ------ | ------------ | ------ |
| 0,0    | 90 ans ou +  | 1,0    |
| 8,8    | 75 à 89 ans  | 10,1   |
| 19,9   | 60 à 74 ans  | 25,6   |
| 20,4   | 45 à 59 ans  | 14,6   |
| 23,6   | 30 à 44 ans  | 21,6   |
| 9,3    | 15 à 29 ans  | 8,5    |
| 18,1   | - de 14 ans  | 18,6   |

| Hommes | Classe d’âge | Femmes |
| ------ | ------------ | ------ |
| 0,4    | 90 ans ou +  | 1,0    |
| 5,9    | 75 à 89 ans  | 7,4    |
| 14,5   | 60 à 74 ans  | 14,8   |
| 22,2   | 45 à 59 ans  | 21,9   |
| 21,0   | 30 à 44 ans  | 20,6   |
| 19,1   | 15 à 29 ans  | 18,3   |
| 17,0   | - de 14 ans  | 16,0   |

## Économie
Avant 1960, l'activité principale du village était centrée sur l'élevage bovin et l'exploitation forestière. À présent, le village s'est reconverti dans le tourisme.

## Paroisse de Saint François d'Assise
L'église de Saint-François d'Assise a été construite en 1644. Elle a été détruite lors de l'incendie du village en 1667 et reconstruite en 1670, puis agrandie en 1909. Un oratoire, pour rendre hommage à Saint-Blaise, a été édifié en 1690 en remerciement parce que le village avait été épargné d'une épidémie de fièvre aphteuse.
La Paroisse de St François d'Assise du secteur de la Vallée de la Jogne réunit Châtel-sur-Montsalvens et Crésuz, mais l’Église est située sur la commune de Crésuz.

## Héraldique
| Blason | Blasonnement : « De gueules à la fasce d'argent chargée d'un corbeau de sable et accompagnée en pointe d'un mont à trois coupeaux de sinople. » |

## Personnalités
- Cyprien Ruffieux, dit Tobi di j'èlyudzo (1859-1940), instituteur et poète suisse né à Crésuz.